# Zemský okres Tübingen
Zemský okres Tübingen (německy Landkreis Tübingen) se nachází v německé spolkové zemi Bádensko-Württembersko. Společně se zemskými okresy Reutlingen a Zollernalb je součástí regionu Neckar-Alb. Dále sousedí s okresy Böblingen a Freudenstadt.
Zahrnuje oblast o rozloze 519,2 km² a k 31. prosinci 2006 v něm žilo 217 172 obyvatel.
Tvoří jej 3 města a 15 obcí.

## Geografie
Severní hranici okresu tvoří přírodní park Schönbuch. Na jihu je ohraničen pohořím Švábská Alba. Nejdůležitějším vodním tokem je Neckar, který má několik přítoků (Ammer, Steinlach).

## Města a obce
| Města: 1. Mössingen 2. Rottenburg am Neckar 3. Tübingen | Obce: 1. Mössingen 2. Rottenburg am Neckar 3. Tübingen 4. Ammerbuch 5. Bodelshausen 6. Dettenhausen 7. Dußlingen 8. Gomaringen 9. Hirrlingen 10. Kirchentellinsfurt 11. Kusterdingen 12. Nehren 13. Neustetten 14. Ofterdingen 15. Starzach |